# 1900年代中国
| 中国历史 / 中国历史年表                                                                                                   |
| 世紀： 18世纪中国 / 19世纪中国 / 20世纪中国                                                                               |
| 年代： 1870年代中国 / 1880年代中国 / 1890年代中国 / 1900年代中国 / 1910年代中国 / 1920年代中国 / 1930年代中国             |
| 年份： 1896年中国 / 1897年中国 / 1898年中国 / 1899年中国 / 1900年中国 / 1901年中国 / 1902年中国 / 1903年中国 / 1904年中国 |
| 纪年： 庚子年（鼠年） |

1900年代中国是中國近代史上的革命十年，中國大陸由清朝執政，同時中國同盟會及後續組織先後活動。此外，沙俄、日本、英國、法國、德國等列強各有勢力範圍。
從18世紀末、19世紀初開始，中國出現人口過剩、自然資源相對稀缺；19、20世紀又長期處於憂患，因此推行現代化是以解決國家民族所面臨之危機為依歸，目的功利:10。作為後發展國家，中國現代化急需政府參與、主導及推動；又因政府長期面臨嚴峻局勢，故當權者無一例外把集體利益置於個人利益之上；集體可以指國家、民族、政黨、階級、群眾等，使集體價值觀始終壓倒個人價值；現代化大方向、目標、策略等，總是取決於政治領袖之主觀意志，即現代化要為政治服務，儘管知識分子、社會改革家之自覺性理念對現代化進程起某些作用:10。

## 政事
清廷於1901年開始推行改革，是全方位、多層面、空前之變革:13。1901年4月，清政府成立督辦政務處，以奕劻、李鴻章（李死後，由袁世凱補任）、榮祿為大臣，劉坤一、張之洞遙為參贊，作為推行「新政」之主持機關:380。行政制度之改革，包括精簡官僚機構、裁汰冗員、創設新官署；軍事制度之改革，包括廢武科、創設武備學堂及建立練兵處:13。清政府在推行「新政」之名義下，陸續頒布法令，如調整官制、整頓吏治、改定刑律、編練新軍、獎勵實業、廢除科舉、興辦學校及准許滿漢通婚、勸止婦女纏足:380。教育之改革，包括以時事策論取代「八股文」、設新式大學堂、中等學堂、初等學堂及廢除科舉考試，又挑選學生出國留學（1901年不足300人，赴日留學生從1901年274人增至1908年3萬人，赴歐學生1908年1.2萬人），培養一批現代知識分子:14。
1901年10月，慈禧挾光緒，帶「行李車」3,000輛，離開西安，出潼關經河南、直隸回北京，沿途修蹕路，設行宮，僅洛陽城中一處「行宮」修繕費達3萬兩，1902年1月回到北京:373。
以上海為中心之維新分子，受到梁啟超在清議報鼓吹民權影響，開始立憲救國:11。袁世凱想藉立憲來擴張政治勢力:11。袁世凱練成北洋新軍六鎮（師），並從盛宣懷強行接收輪船招商局、電報局、鐵路總公司等企業控制權，成為主要支柱:380。1905年7月，清政府派遣以滿洲親貴載澤為首之五大臣（餘為端方、紹英、徐世昌、戴鴻慈）出國考察憲政，革命份子吳樾最恨立憲，遂於北京車站以炸彈炸五大臣，未能阻擋考察立憲一行:11。
1906年，載澤等歸國密陳：實行君主立憲可以緩和國民革命之情緒，削弱革命黨對人民之影響，延長君統；建議先改革官制，次把地方財政、軍政大權收歸朝廷，削減督撫權力，1月清政府下詔預備立憲:11。袁世凱率先反對，其他督撫也都明阻暗抗:11。清政府暫時放開地方事務，先行議定中央官制，中央增至11部，新任命各部大臣，滿7、漢5、蒙1:11。
1907年，清政府開始改革地方官制，由陸軍部直接委派督練公所軍事參議官，企圖收回各省督撫軍權；由度支部直持委派財政監督官，意欲收回各省督撫財權:11-12。慈禧太后把袁世凱、張之洞調升為軍機大臣，就近看管，壓制地方督撫反對:12。秋，清政府宣布在中央籌設資政院，在各省籌設諮議局，作為將來改設國會和地方議會之基礎；立憲派計劃合謀上書，刋印書籍，宣傳立憲，組織國會請願團；保皇黨在海外先將名稱改為「帝國憲政會」:12。7月，梁啟超在東京組織政聞社，政聞社員得在上海運動舊官僚及地方紳商上書都察院，要求早開國會；清政府嚴厲打擊政聞社，扣上擾害治安，圖謀不軌罪名，下令各省查禁，嚴捉社夥:12。張謇、湯壽潛主持預備立憲公會，湯化龍主持憲政預備會，楊度主持憲政公會，丘逢甲主持自治會，都到北京呈遞請願書；清廷稱九年後實行立憲，並頒布欽定憲法二十三條，規定「君上神聖不可侵犯」:12。
1908年，光緒與慈禧太后相繼過世，溥儀繼位，改元宣統，其父載灃攝政監國:12。立憲派在1910年1月、6月、10日三次向清政府請願，要求立即召開國會、準備立憲:17-18。清政府回絕:12。立憲派利用諮議局籌備立憲，揭露滿清政府黑暗與財政腐爛，影響人心背向:12-13。
1909年，全國各省舉行中國歷史上第一次選舉——第一次諮議局選舉，成立諮議局:13。
1910年10月資政院開幕，清廷只答應把預備立憲日期由9年縮短到6年，使許多立憲派人士決定雖不會主動參與革命，但一旦革命爆發，態度將保持中立:18。

## 國民革命
孫中山創造一個革命傳統，大概是中國第一個人用帶有現代意義之「革命（revolution）」來形容自己之政治活動，成立第一個反清革命組織興中會，策動第一次反清革命廣州起義；1905年，創建中國歷史上第一個帶有現代性質之革命政黨中國同盟會，同年10月20日在《民報》發刊詞中提出「三民主義」，即「民族主義」、「民權主義」和「民生主義」，是一套革命理論和現代化發展之策略:14-16。
立憲派與革命派都是中國政治現代化先驅，都致力於革新中國政治組織，並認為代議政治適合中國，要求民主，主張民權，提高政府效率和中國國際地位，不應被視為保守勢力和進步勢力之對立關係；主要分歧為：㈠中國現代政治應採取君主立憲還是共和政體，㈡以改革還是革命來達成現代政府:16。
1902年，章炳麟在東京留學界倡議召開「支那亡國二百四十二年紀念會」，以紀念明朝覆亡:13-15。1903年，章回到上海，在《蘇報》發表〈駁康有為書〉，斥責康有為「中國只能立憲，不能革命」，稱：革命之宣告，已為全國之所公認，如鐵案之不可移，明確表現民主革命之主張:15。上海及附近地區出版宣傳革命之報章雜誌，不下2、30種，如《蘇報》、《同文滬報》、《大陸報》、《國民日日報》、《二十世紀大舞台雜誌》等，輿論界頓呈蓬勃:15。清政府勾結英美等租界，查封《蘇報》，監禁章炳麟，造成蘇報案:15-16。
鄒容寫《革命軍》，「書出後，舉世為之轟動，風行海內外，銷售逾百十萬冊，佔清季革命群書銷場第一位」，以文字宣傳革命排滿，鼓吹天賦人權，高唱自由平等:15。蔣介石在日本「見鄒容《革命軍》一書，酷嗜之，晨夕覽誦，寢則懷抱，夢寐間如與晤言，相將提戈，逐殺韃虜」；胡適在上海「到了晚上，等舍監查過夜過去以後，偷偷起來點著蠟燭，抄了一本《革命軍》」:16。
1905年，革命黨組成中國同盟會，結合中國留學生與革命團體，如華興會、光復會等，宗旨為「驅逐韃虜，恢復中華，建立民國，平均地權」，發行機關報《民報》，與《新民叢報》論戰，結果1907年《新民叢報》停刊:16。
立憲派「容滿」，認為漢滿兩族很多方面已融為一體，主張合法爭取政權開放，並確信清廷誠心預備立憲，認為建立共和政府要人民達到某種程度教育水準，有實際參政經驗，恐怕革命會導致外力干涉；革命派「排滿」，認為滿清歧視及壓迫漢人，以「假立憲」欺瞞人民，不可能建立妥善政府，必須消滅滿清政府才能改革，強調快速變革、急速現代化，批評立憲派低估中國人實力，想爭取列強同情及支持:17。
萍瀏醴起義，1906年12月，江西萍鄉、湖南瀏陽、醴陵爆發起義，號召「建立共和民國與四萬萬同胞享平等之利益、獲自由之幸福」，清政府調派湖南、江西、湖北、安徽大軍包圍革命軍，也向列強求援；日本、德國、英國、美國派艦加入戰局，起義軍分成三路戰鬥24役後，被各個擊破:23。
黃岡起義，1907年4月初，許雪秋聯絡洪門會黨余丑、陳勇波等700餘人，約定中旬發難，向黃岡進攻，清軍調派人馬會合鎮壓，清政府殘殺200餘人:23-24。
安慶之役，徐錫麟在紹興創設大通師範學校，準備起義，和陶成章等商議，經薦引到安徽巡撫恩銘下掌管巡警學校:24-25。1906年，秋瑾接掌大通學堂，在紹興聯絡浙江會黨:25。徐錫麟、陳伯平、馬宗漢等利用學校舉行畢業典禮，省府官員應邀參觀，毅然舉事，擊斃恩銘，徐錫麟、秋瑾先後赴死:25。
惠州七女湖起義，廣東七女湖距惠州城20里，鄧子瑜聯合會黨陳純、林旺共謀起事，清軍鎮壓，革命軍散入附近村落:25。
防城之役，廣東欽廉地區百姓不滿清政府糖捐，要求減少；清政府囚禁人民代表，捍然拒絕:26。欽州百姓組織萬人會，擴大請求；清政府指是土匪作亂，大肆焚掠:26。人民派代表到越南河內乞援革命黨，革命黨員王和順銜命至欽州，聯合萬人會發難，清軍派郭人漳、趙聲圍捕:26。王和順率領黨眾數百人進攻防城，不到兩天即佔防城；王湖率領數千固守欽廉，革命軍終因彈盡退卻:26。
鎮南關之役，黃興與王和順入安南，謀圖再舉，孫中山親往督導，率胡漢民及池亨吉前往，守將陸榮廷詐降；清政府從兩廣調來12,000人包圍，革命軍且戰且退:26。
欽廉上思之役，1908年3月，黃興率領革命軍與會黨進攻欽州，馮自由受命在香港購子彈接濟，守將率兵圍攻，清軍調派大軍圍殺，郭人漳投靠清廷，革命軍彈藥耗盡，暫時解散:27。
河口起義，主要由胡漢民負責，1908年4月聯合黃明堂、王和順在河口起事，不出兩小時，佔領河口；清軍督辦王鎮邦密向法國防營求救，法國同情革命，王只好詐降，革命軍派老將黃華庭往探被殺；革命軍殺王猛攻，佔領河口，獲槍千餘，子彈10數萬發，急電黃興來雲南就任「雲南國民軍總司令」，力催黃明堂進攻昆明；革命軍兵少彈缺，採守勢，清軍包圍革命軍，革命軍失敗:27。
安慶起義，1908年11月清軍舉行太湖秋練，江寧礮兵學堂熊成基約定范傳甲、田激揚等率馬礮營1千餘人起事，作戰密令13條；對清兵不究既往，投降立即收撫；不任意殘殺官員:27-28。革命軍照計劃攻擊安慶城，熊成基收買薛哲開城內應，巡撫朱家實籠絡城內守兵，薛哲背約退縮；革命軍解散，熊成基亡命日本，1909年密謀炸載洵被密告，赴死:28。
刺殺攝政王載灃，汪精衛認為「不有劇烈舉動，何以振起人心」，遂決心搏殺載灃，聯合黃復生、黎仲實、陳璧君，先至北京開設守真照相館，研製炸藥；十殺海甘水橋是載灃必經之路，汪精衛等決定在橋下埋置炸藥，三次因故失敗，清軍警破獲，汪、黃被捕招認；民政部尚書善耆告載灃：如殺汪黃，恐怕黨禍日夕相尋，不如從輕量刑，解仇示好；汪、黃被判永遠監禁:28。
廣州新軍之役，1909年同盟會南方支部成立，1910年2月朱執信、胡毅生等俟機響應，徐忠僕、林直勉等縱火接應，由新軍先反正，李福林、譚義等率四鄉會黨攻擊廣州府:28-29。初夕新軍與警察衝突，軍警互毆，清軍閉緊城門固守；倪映典率領全軍進攻，清軍包圍革命軍，倪映典率一軍突圍橫枝岡，倪映典被清軍管帶開冷槍傷，赴死:29。
從1907年到1910年，中國各地爆發武裝起義340餘次:26-27。

## 外交
1901年9月7日，俄、英、美、日、德、法、意、奧、西、比、荷11個國家協迫清朝政府簽訂《辛丑條約》，除正約外，還有19個附件：㈠清政府向各國賠款白銀4億5千萬兩，以關餘、鹽餘和常關三項稅收作為擔保，分39年還清，本利共9億8千多萬兩，還有各省地方賠款2千多萬兩，是自鴉片戰爭以來最大一次賠款，從此中國主要稅收關稅和鹽稅都由列強控制；㈡在北京設立「使館區」，中國人民不准在內居住，列強可以駐兵；㈢大沽炮台至北京沿路炮台「一律削平」，准許列強駐守北京到山海關12個戰略要地；㈣懲辦在義和團運動中和列強作對之官吏，永遠禁止中國人成立或加入反列強組織，「違者皆斬」，地方如有此事「必須立時彈壓懲辦」，否則「即行革職，永不敍用」；㈤改總理衙門為外務部，「班列六部之前」，以辦理今後對列強事宜:372-373。
1902年至1903年，英國、美國、日本先後強迫清政府訂立新的《通商航行條約》：㈠增開長沙、萬縣、安慶、惠州、江門、瀋陽、大東溝等地為商埠；㈡整頓內河水道以利外國輪船、軍艦航行；㈢洋商可加入中國股份公司，華商也可加入外國股份公司；㈣凡有外國進口貨之工業品，如華商設廠制造，都要和洋商在中國通商口岸設廠一樣，由海關徵收加倍於洋貨進口稅之「出廠稅」:380-381。

## 軍事
1905年，日俄因東三省利益而展開戰爭，美國要求戰爭局部化，清政府聲明日、俄都是友邦，宣布嚴守中立，劃遼河以東為戰場:9。戰爭結束，日勝俄敗，在美國調停下，簽訂樸資茅斯條約，俄國出讓旅順、大連租借權、南滿鐵路等，退到東三省北部:9。

## 經濟
清朝以商業稅維持運作，地方稅金交給中央後剩下是地方使用，戰爭等費用須由皇帝個人財富支付；但末期各地不向中央納稅，因為中央政府沒有財源建設鐵路，所以鐵路權利全都歸外國所有:96-97。
1900年，民族資本經營之近代工礦企業大約有156家，資本共5千餘萬元；1901年至1911年間，中國新設立廠礦有340家，資本達1億零1百餘元，十年新設廠礦和新增資本超過前20多年兩倍以上:436。1900年以前，商辦廠礦121家，約佔資本總額40%；1901年至1911年間，商辦廠礦277家，約占資本總額60%:436。

## 文化
在不平等条约保护下，中国基督教、中国天主教通过西方传教士传播，在中国各地蓬勃发展，与中国百姓经济、政治及文化冲突，酿成许多教案。此外，俄国支持中国东正教发展。中国佛教、道教及民间信仰遭到庙产兴学等运动打击，依然有很大影响力。中国伊斯兰教仍在各地广泛存在，一些学者开始“回儒对话”、“回耶对话”；同治陕甘回变后，中国西北地区逐步回复元气。新兴宗教不断兴起，一貫道等开始发展，日后广泛流传。宗教发展为中国知识分子及下层民众提供许多思想支持。

## 影響
1911年，清政府成立皇族內閣，內閣大臣13人，滿8、漢4、蒙1，民政、財政、軍事等重要職位，都在皇族:13。內閣有5人是皇親國戚:18。由於許多立憲派紳商在四川、廣東、湖南、湖北投資鐵路，而清政府卻於1911年5月宣告將鐵路國有化，直接打擊投資者經濟利益，使立憲派不滿:18。保路風潮一起，革命黨推翻滿清，立憲派幾乎都投入:13。1911年12月，14個省諮議局宣佈獨立，孤立清政府；1912年12月清帝退位，一半由於地方獨立，一半由於袁世凱中央政變:18。

## 大事記

### 1905年
- 8月20日——中國同盟會在日本東京正式成立；在孫中山倡導下，以興中會和華興會為基礎，聯絡光復會在日本東京開正式成立會，到百餘人，通過會章，以「驅除韃虜，恢復中華，創立民國，平均地權」為宗旨，選舉孫中山為同盟會總理，黃興為執行部庶務；同盟會設本部於東京，國內外設支部，各省設分會[6]:1。
- 9月——秋瑾在東京加入中國同盟會，旋被推為同盟會浙江主盟人[6]:6。
- 9月1日——胡漢民、廖仲愷在東京由孫中山主盟加入中國同盟會；清廷諭各省多派學生游學歐美，並令各出使大臣認真監督考察[6]:3。
- 9月2日——直隸總督袁世凱、湖廣總督張之洞奏請立停科舉，推廣學堂；清廷詔准廢科舉，自丙午（1906年）為始，所有鄉會試及各省歲科考試一律停止[6]:3。
- 9月8日——孫中山派馮自由、李自重2人到香港、廣州、澳門一帶組織同盟分會，並為當地主盟人[6]:4。
- 9月17日——清廷為變法振興，於7月16日特簡載澤、戴鴻慈、端方、徐世昌及紹英為欽差出使各國考察政治大臣，分赴東西洋考求一切政治，是日載澤等五大臣請訓陛辭；清廷諭開辦熱河圍場屯墾，派袁世凱督辦[6]:5。
- 9月18日——清廷命出使各國大臣會同考察政治載澤等5大臣博采各國政情，悉心考證，以資詳密[6]:5。
- 9月24日——清廷出使各國考察政治載澤等五大臣自北京正陽門火車站乘車出洋，革命黨人吳樾攜預制炸彈登車行刺，炸彈遇撞引爆，傷紹英、載澤，吳樾當場死難，五大臣出洋改期[6]:5。
- 9月25日——清廷諭內閣責成步軍統領衙門等嚴拿謀炸五大臣之革命黨人[6]:5。
- 10月6日——中國留學生在東京召開戊戌庚子死事諸人紀念會，到會者逾千人；中國同盟會會員胡漢民在演說康梁保皇及立憲之謬誤時，指斥自立軍起義，與黃興等兩湖革命黨人當場發生爭論[6]:7。
- 10月7日——孫中山自橫濱乘法郵船赴西貢籌款，中國同盟會東京本部會務由黃興代理[6]:7。
- 10月中旬——孫中山乘船往安南，船過香港，為馮自由、陳少白等加入中國同盟會主盟[6]:7。
- 10月11日——孫中山船泊吳淞口，會見來訪之法國情報官布加卑上尉，商定派員陪同法國軍官視察南方各省革命力量，以爭取法方援助事[6]:7。
- 10月16日——馮自由在香港與陳少白成立中國同盟會香港分會，陳少白任會長[6]:7。
- 10月27日——蔡元培在上海由黃興主盟加入中國同盟會，並被孫中山委任為中國同盟會上海分會會長[6]:8。
- 10月下旬——孫中山抵西貢，聯絡堤岸僑商李曉初、李卓峰、劉易初、黃景南等，組成中國同盟會分會[6]:8。
- 11月14日——因謀炸出國考察政治五大臣案被捕之革命黨人張榕被處永久監禁[6]:9。
- 11月17日——《日韓保護協約》在漢城簽訂，日在韓設置統監府，12月3日清廷令撤回駐韓使臣改置總領事[6]:10。
- 11月25日——清廷命各省嚴禁革命排滿說，嚴拿革命黨人[6]:10。
- 11月26日——同盟會機關報《民報》在東京創刊，孫中山撰寫發刊詞，闡述同盟會綱領民族、民權、民生三大主義；中國留學生就讀之日本東京各校是日一律貼出告示，限令中國學生本月29日前呈報原籍、住址、年齡、學歷等項，「若逾期不報，則對該生不利」[6]:10-11。
- 12月——黃興自日本經香港抵桂林，在隨營學堂發展革命組織，次年春成立興漢會，郭人漳、蔡鍔、林虎、趙聲等80餘人加入[6]:14。
- 12月22日——《中日會議東三省事宜條約》在北京簽字，俄國按照《日俄和約》讓與日本之東三省一切特權，清政府概行允諾[6]:13-14。
- 12月24日——維持留學界同志會設立會所，公布會章，提議勸告學生一體上課；該會代表理事多為立憲派，同盟會員汪精衛、胡漢民、朱執信、蔣尊簋等亦與之合作；隨後聯合會歸國後與維持會復課派展開激烈辯論[6]:14。

### 1906年
- 秋冬間，孫中山與黃興、章太炎等制訂中國同盟會《革命方略》，包括《軍政府宣言》、《軍政府與各處國民軍之關係》、《軍隊之編制》、《戰士賞恤》、《軍律》、《略地規則》、《因糧規則》、《安民布告》、《對外宣言》、《招降滿洲將士布告》、《掃除滿洲租稅厘捐布告》等11項文件[6]:55。
- 1月1日——孫中山以總理名義簽名之中華革命政府公債券開始在南洋發行；清廷飭商部編纂全國鐵路礦產表[6]:15。
- 1月2日——中英藏約會議，以英人增索礦權暫行停議[6]:15。
- 1月9日——清廷補授徐世昌、鐵良為軍機大臣[6]:16。
- 1月20日——中國同盟會員秋瑾由日本乘「長江號」輪抵上海[6]:17。
- 1月29日——出使英、法、德、美各國大臣聲明，五年內中國必能改行立憲制度[6]:17。
- 5月9日——清廷命鐵良充督辦稅務大臣，唐紹儀充會辦稅務大臣，海關華洋人員統歸節制[6]:27。
- 7月17日——孫中山自日本赴南洋，是日抵芙蓉埠，召集同志談革命形勢：近一二年，革命「大有一日千里之勢」；清廷始為保子孫帝業，下詔維新，繼則宣在立憲，「為籠絡人心之手段，實假立憲之美名，以實行中央集權」；又謂，惟有革命可以不招瓜分[6]:32-33。
- 7月中旬——孫中山赴南洋，船過上海，約熊克武、秋瑾等相見，請秋代籌1,000元款；孫中山船過香港，約見中國同盟會會員，調解《有所謂報》與《中國日報》關於參加拒約運動、爭路運動與否之爭論；孫中山抵新加坡，寓晚晴園，凡往來南洋各埠，均以星洲為基地，旋改組中國同盟會分會機構，以張永福為會長，陳楚楠為副會長[6]:33。
- 8月1日——出使各國考察政治大臣戴鴻慈、端方在上海分電各總督，商定立憲期限；日本政府公布「關東都督府官制」，改「關東總督府」為「關東都督府」，9月1日任命大島義昌大將為關東都督[6]:34。
- 8月29日——清廷帝后再召見諸大臣，諸大臣請求朝廷頒行憲政，實行立憲就此決定[6]:37-38。
- 8月30日——清廷諸大臣在外務部公所會商預備立憲諭旨稿，交慶親王奕劻定稿；外務部復照英公使薩道義片馬國界事[6]:38。
- 9月1日——清廷宣布仿行憲政，大權統於朝廷，庶政公諸輿論；命先將官制議定，詳慎厘定各項法律，廣興教育，清厘財政，整頓武備，普設巡警，以預備立憲基礎；「着內外臣工切實振興，力求成效，俟數年後規模粗具，查看情形，參用各國成法，妥議立憲實行期限，再行宣布天下，視進步之遲速，定期限之遠近」[6]:38。日本外務省照會各國，稱自是日起將中國大連港開放為各國通商自由港[6]:38。
- 10月22日——新建陸軍在河南彰德舉行秋操大典，袁世凱、鐵良為總校閱官，10月25日舉行閱兵儀式[6]:44。
- 10月23日——出使各國考察政治大臣戴鴻慈、端方進呈《歐美政治要義》一書，為清廷預備立憲參考[6]:44。
- 11月30日——瀏陽捕獲洪江會坐探，供稱姜守旦等已約期劫獄起事[6]:49。
- 12月16日——東南各省紳商在上海設立「預備立憲公會」，鄭孝胥為會長，張謇、湯壽潛為副會長，是為國內立憲派第一個團體[6]:52。
- 12月17日——黃興在東京晤宋教仁，宋問及湖南暴動事，黃告以「已派多人往各省經營」[6]:53。
- 12月19日——梁啟超在神戶須磨策劃組黨，夏曆本月初致書康有為，報告與楊度、蔣觀雲、徐佛蘇、熊希齡等聯絡外界籌組政黨事，擬以「尊崇皇室，擴張民權」，「要求善良之憲法，建設有責任之政府」為宗旨，載灃、載澤為正副總裁，袁世凱、端方、趙爾巽為贊助人，並請康退居幕後，是日再致書報告進展[6]:53。
- 12月20日——姜守旦、龔春台率殘部400人退至平江沙舖，為清軍追及，傷亡慘重，姜守旦、龔春台越嶺逃出，萍瀏醴會黨起義失敗[6]:53。

### 1907年
- 1月4日——光復會會員陶成章在日本東京加入中國同盟會，任留日會員浙江分會會長[6]:57。
- 1月5日——孫中山在東京訪晤日本作家池亨吉（日语：池亨吉），告以萍瀏醴起義後，「風雲忽急，全國震蕩」，吾黨決乘此時機，「即將傳檄十八省會黨，聯絡聲氣，立刻舉事」，占據廣東省城，黃興將先期前往，並邀池亨吉參加舉事活動；黃興赴香港籌劃革命，宋教仁代理中國同盟會本部庶務幹事[6]:57。
- 1月10日——孫中山以中華共和國革命軍大總統名義照會各地同志會黨，速舉義師，並嚴禁侵犯姦淫及妨害外國人之情事；宋教仁在東京訪徐佛蘇，徐代梁啟超向宋疏通，願與革命派和平發言，不相攻擊[6]:58。
- 1月11日——孫中山在東京晤宋教仁、胡漢民等，商討梁啟超所提《民報》與《新民叢報》雙方「互不相攻擊」之要求，孫反對調和，堅持將論戰進行到底[6]:59。
- 1月14日——秋瑾在上海創辦《中國女報》，月刊，發行兩期，3月停刊；寬城子、吉林、齊齊哈爾、哈爾濱、滿洲里開為商埠[6]:59。
- 1月18日——清廷在保定設通國武備學堂，附屬陸軍部，學生由各省保送，每省限定百名[6]:60。
- 1月31日——俄兵自哈爾濱撤退[6]:61。
- 2月1日——中國同盟會會員秋瑾抵達浙江金華、蘭溪聯絡會黨，訪龍華會首蔣樂山，謀浙江舉義[6]:61。
- 2月3日——東京革命黨人舉行劉道一追悼會，孫中山作七律一首以挽之[6]:62。
- 2月13日——清慶親王奕劻遵西太后諭旨，致函日本韓國總監伊藤博文，要求日本政府驅逐孫中山出境，伊藤博文與內田良平計議，決定勸孫中山自行離開日本；康有為將保皇會改組為「帝國憲政會」，對外國稱「中華帝國憲政會」[6]:62。
- 2月28日——黃興在東京因國旗圖式之設計，與孫中山爭論激烈，並欲退出中國同盟會，旋為顧全大局，勉從孫意[6]:64。
- 3月1日——俄兵自北滿洲全部撤退，同日南滿洲日兵撤去第十五、第十六兩師團；日本南滿鐵道株式會社設本社於大連，支社於東京[6]:64。
- 3月3日——清廷諭雲貴總督岑春煊與四川總督錫良互調；道清鐵路通車，全長183公里[6]:64。
- 3月4日——日政府允清政府所請，饋金勸孫中山離境，是日孫中山偕胡漢民啟程取道新加坡至河內，中國同盟會總理職務由黃興代理；清廷命閩浙總督丁振鐸開缺，以察哈爾都統松壽為閩浙總督；以廣州將軍誠勳為察哈爾都統；鑲藍旗漢軍都統景灃為廣州將軍[6]:64。
- 3月上旬——秋瑾至浙江諸暨、義烏、金華，4月中旬赴東陽、永康、縉雲等地，函召金華、處州各會黨首領入紹興謀浙省舉義事，前後來會者百餘人[6]:65。
- 3月下旬——孫中山在河內設立領導廣東、廣西、雲南武裝起義之總機關，河內、海防等地相繼成立中國同盟分會[6]:68。
- 4月——秋瑾手訂光復軍制，與徐錫麟、竺紹康、王金發、馬宗漢等開會商討通過，將嵊縣、武義、永康等地會黨編為八軍，行軍路線及起義日期亦有部署[6]:70。
- 4月——陶成章與章太炎、張繼、蘇曼殊等在日本東京發起「亞洲和親會」，宗旨「在反對帝國主義，期使亞洲已失主權之民族各得獨立」，該會由中國印度兩國志士（日语：志士）發起，設總部於東京、中國、孟買、朝鮮、菲律賓、安南、美國等處，參加者有中國、印度、緬甸、菲律賓、馬來亞、朝鮮、日本等國志士[6]:70。
- 4月2日——《神州日報》在上海創刊，中國同盟會會員右任為社長[6]:68。
- 4月3日——宋教仁為聯絡東三省馬俠舉義，建立中國同盟會遼東支部，是日偕白逾桓自日本抵達安東縣[6]:68。
- 4月20日——清廷諭改盛京將軍為東三省總督兼管三省將軍事務，徐世昌補授東三省總督兼管三省將軍事務，並授為欽差大臣；奉天、吉林、黑龍江各設巡撫，由唐紹儀、朱家寶、段芝貴分任之[6]:69-70。
- 5月22日——中國同盟會黃岡之役，革命黨人余丑、陳湧波奉孫中山命率會黨700餘人發動潮州黃岡起義，是晚9時攻城，血戰一夜，次晨攻占黃岡；東三省總督徐世昌奏准東三省官制，奉、吉、黑三省各建行省公署，以總督為長官，巡撫為次官，設二廳、七司[6]:72。
- 5月23日——黃岡起義軍在舊都司衙門成立軍政府，舉陳湧波、余丑為正副司令，並以「大明都督府孫」或「廣東國民軍大都督孫」等名義發布文告及頒布紀律十餘款；西藏江孜開埠，英公使朱爾典請予藏民以劃押全權，俾與印員直接交涉，外務部卻之[6]:73。
- 5月25日——黃岡起義軍由陳湧波率一部向潮州、汫洲進發，清將黃金福率兵駐守，陳部進擊不勝，黃岡余丑聞報披發誓師，攻汫仍不取勝，次日清援兵大集，起義軍與敵激戰數小時，死傷甚眾，乃退回黃岡[6]:73。
- 5月27日——余丑、陳湧波等會議決定解散黃岡起義軍，余等由海道往香港，陳等藏匿於黃岡附近南嶺山，黃岡起義失敗，是役死難者94人，事後被捕犧牲者60餘人；清廷諭兩廣總督周馥、閩浙總督松壽，迅速會剿黃岡起義軍[6]:73。
- 5月28日——清軍進入黃岡，搜獲余丑等遺落之黨人名冊，按名逮捕，慘殺200餘人，次日廣東水師提督李淮率部趕至黃岡，又捕殺起義軍多人；清廷開缺兩廣總督周馥，補授郵傳部尚書岑春煊為兩廣總督，次日以陳璧為郵傳部尚書[6]:73。
- 6月——楊度在日本東京組織中國憲政講習會，該會宗旨「在於預備憲政進行之方法，以期憲政之實行」，選舉熊範輿為會長[6]:77。
- 6月2日——惠州七女湖之役，中國同盟會會員鄧子瑜奉孫中山命派陳純率會黨百數十人在惠州府歸善縣七女湖起義，奪取清兵防營槍械，擊斃巡勇及水兵多人[6]:74。
- 6月4日——周馥電外務部，告以孫中山、鄧子瑜住香港，「招引香港匪徒，入內地勾引亂民滋亂」，請求密商英公使轉電英政府，飭港督速將孫、鄧逐出，以保中外治安[6]:74。
- 6月5日——孫中山函張永福，告以廣東全省風動，粵事機局宏遠，大有可為，請其「力任義務，以相協助」；惠州七女湖起義軍進攻泰尾，越二日克楊村；外務部照會日公使林權助，東三省日兵業已撤退，其鐵路界外之軍線電局，請一律撤去[6]:74。
- 6月7日——孫中山電日人平山周，兩廣義師已分道並起，盼資助械款，並指示滙款運械之聯絡辦法[6]:74。
- 6月8日——惠州七女湖起義軍進至柏塘，各鄉會黨紛紛來會，聲勢大振；周馥電外務部，告以孫中山已到河內，要求「迅商法使，飭查驅逐」[6]:74。
- 6月12日——惠州七女湖起義軍林旺所部於八子爺截擊清軍管帶洪兆麟，所部死傷甚眾，旋因廣東水師提督李準部增援，起義軍寡不敵眾，被迫於梁化墟附近宣布解散；灤州煤礦有限公司成立，官督商辦，資本300萬兩，後改名「北洋灤州官礦有限公司」[6]:75。
- 6月14日——孫中山電日本同志平山周訂購械彈[6]:75。
- 6月17日——端方電瑞澂，告以孫中山「在外洋私購軍械，擬欲偷運回國」，「意圖五六月起事」，要求嚴密搜查到上海各輪，發現形迹可疑者，立即捕獲，從嚴懲辦，並密電公共租界會審公堂讞員至江寧，會商查拿革命黨；清廷以軍機大臣、協辦大學士、外務部尚書瞿鴻禨「徇私溺職」命開缺回籍，朝野為之震動，是為清末「丁未政潮」[6]:75-76。
- 6月18日——外務部電雲貴總督廣西巡撫，嚴防孫中山由河內雲南；清廷以呂海寰為外務部尚書，善耆為民政部尚書[6]:76。
- 6月21日——清廷命湖廣總督張之洞為協辦大學士；民政部奏請由修律大臣厘定民律，頒布施行[6]:76。
- 6月22日——光復會會員陳伯平偕馬宗漢由安慶抵上海購買武器，不幾日，秋瑾從杭州抵達上海，告知陳伯平浙江會黨有敗露迹象，約定7月6日同時起事；吳稚暉、李石曾、張靜江等在巴黎創辦《新世紀》（周刊）雜誌，宣傳無政府主義，至1910年5月21日停刊，共出版121號；清廷命商約大臣盛宣懷在上海與各國續議商約[6]:76。
- 6月25日——雲貴總督錫良電告外務部，「查孫（中山）已潛往新加坡，自未入滇，惟早遣黨分赴廣東等處，自應嚴密查拿，以消隱患」[6]:76。
- 7月1日——浙江武義黨案發，秋瑾自紹興發布五月二十六日起義命令，事泄，知縣急報浙撫求援，清兵搜出會黨名冊，牽連大通學堂及金華等地會黨，黨人聶李唐等死難；光復會會員葉仰高在上海被捕，供出該會部分會員別名或暗號[6]:77。
- 7月5日——光復會會員陳伯平、馬宗漢由上海抵達安慶，即與徐錫麟密議，言秋瑾定二十六日起事，請踐約同舉，遂決定於翌日安慶巡警學堂舉行畢業典禮時起義，當夜徐錫麟、陳伯平分別草擬起義文告，陳草擬《光復軍告示》，以「光復漢族，翦滅滿夷」相號召[6]:78。
- 7月6日——徐錫麟安慶之役，上午安慶巡警學堂舉行畢業典禮，安徽巡撫恩銘等到堂，典禮開始徐錫麟拔槍擊斃恩銘，隨即喝令學生整隊出校，進攻軍械所，旋與清軍激戰數小時，陳伯平犧牲，徐錫麟、馬宗漢等被捕，徐錫麟當晚遇害，起義即告失敗；安徽藩、臬兩司電告端方，將徐錫麟立予正法，剖心致祭[6]:78。
- 7月7日——紹興知府貴福得劣紳胡道南密告秋瑾、竺紹康等私藏軍火，是日赴杭州面告浙江巡撫張曾敭請兵往大通學堂掩捕；清廷為實行憲政之預備，諭內閣變更外省官制，改各省按察使為提法使，增設巡警、勸業道缺，裁撤分守分巡各道，酌留兵備道，分設審判廳，增易佐治員，由東三省先行開辦，直隸、江蘇擇地試辦，其餘各省分年分地請旨辦理，統限15年內一律通行；御史趙炳麟奏請遵祖訓，以消黨禍而延國運，令京朝各部院及直隸總督書之匾額，竪於衙署，俾觸目驚心，預防流弊[6]:78。
- 7月8日——清廷就徐錫麟安慶舉義事諭令兩江總督端方妥為布置，散脇擒渠，電寄沿江各省督撫嚴密防範，以弭隱患[6]:78-79。清廷以馮煦為安徽巡撫；中俄兩國在北京互換《北滿洲稅關試辦章程》[6]:79。
- 7月9日——浙江巡撫張曾敭飭屬緝拿徐錫麟父母家屬，查抄其家產，並將大通學校及明道女學校一律封禁拿人，教員學生被殺者二人，逮捕者13人[6]:79。
- 7月11日——徐錫麟之弟徐偉在九江被捕，安徽省司道即派「南琛」兵輪迎歸案訊辦[6]:79。
- 7月12日——秋瑾指揮大通學堂學生掩藏槍彈，焚毁名冊，疏散學生及辦事人員，待王金發嵊縣兵到，再圖舉事；清廷命李家駒充出使日本大臣兼留學生監督；御史趙炳麟奏劾袁世凱權重勢高，並引年羹堯為比[6]:79。
- 7月13日——王金發從嵊縣抵達紹興，同秋瑾商定於7月18日統軍襲紹城，下午清兵進入紹興，貴福率兵包圍大通，秋瑾被捕[6]:79。
- 7月15日——秋瑾就義於紹興軒亭口[6]:80。
- 7月23日——清廷授協辦大學士張之洞為大學士，仍留湖廣總督任，以鹿傳霖為協辦大學士；張之洞奏准於湖北省城設立存古學堂，以保國粹而息亂源[6]:80。
- 7月27日——清廷以孫家鼐為武英殿大學士，世續為文淵閣大學士，那桐為東閣大學士，張之洞為體仁閣大學士[6]:80。
- 7月28日——袁世凱奏請趕緊實行預備立憲，條陳管見十事，其要旨為：建政府、設資政院、辦地方自治、普及教育、融化滿漢界限；袁世凱奏請簡派明達治體之大臣，分赴德國日本會同出使大臣考察憲法，並請簡擇王公近支聰穎特出者遣赴英國德國學習政治兵備，助預備立憲之施行[6]:81。
- 7月29日——張靜江至香港，晤胡漢民、馮自由，補行入中國同盟會手續[6]:81。
- 8月——張百祥、焦達峰等在東京成立革命團體「共進會」，張百祥任會長[6]:84-85。
- 8月6日——軍機處以安徽巡撫被戕事，電湖廣總督張之洞，嚴防「沿江各省匪徒」，以弭隱患[6]:81。
- 8月7日——湖廣總督張之洞以革命黨各處橫行，人心惶擾，奏請特頒諭旨，化除滿漢畛域，令內外各衙門詳議切實辦法，迅速奏請核定施行，以靖人心，而伐逆謀[6]:81。東三省總督徐世昌、奉天巡撫唐紹儀與駐奉天美總領事司戴德簽訂備忘錄，由哈利曼投資修建新（民屯）法（庫）鐵路，旋因美金融恐慌，改請英商投資，8月12日日代公使阿部守太郎（日语：阿部守太郎）就此事照會外務部，提出抗議[6]:82。
- 8月13日——清廷諭內閣，改考察政治館為憲政編查館，所有軍機大臣大學士參預政務大臣會議事宜，改由內閣辦理[6]:82。
- 9月3日——中國同盟會防城之役，中國同盟會會員王和順奉孫中山命率革命軍二三百人於廣東欽州府屬之王光山起義，以「中華民國南軍都督」名義發表《告粵省同胞書》、《招降滿洲將士布告》[6]:85。
- 9月4日——清廷命外務部尚書呂海寰開缺，充會辦稅務大臣，以直隸總督袁世凱為外務部尚書；任大學士張之洞、外務部尚書袁世凱為軍機大臣[6]:85。
- 9月5日——王和順率起義軍攻占欽州府屬之防城，生擒知縣誅之，鄉民攜械從軍者甚眾，當日即轉攻欽，冀郭人漳率部響應；清廷以山東巡撫楊士驤署直隸總督，山東布政使吳廷斌署山東巡撫，調四川總督趙爾巽為湖廣總督，以江蘇巡撫陳夔龍為四川總督，調浙江巡撫張曾敭為江蘇巡撫，以陝西布政使馮汝騤為浙江巡撫，未到任前以浙江布政使信勤暫署[6]:85。
- 9月9日——王和順率起義軍500人抵欽州城下，郭人漳內應不成，起義軍不得入城，遂改趨靈山；清廷命護理兩廣總督胡湘林督飭各軍迅速剿辦防城起義軍，並着張鳴岐會商合力防剿；清廷任外務部右侍郎汪大燮、學部右侍郎達壽、郵傳部右侍郎于式枚分別充任出使英國、日本、德國考察憲政大臣；察哈察都統誠勳奏請改察哈爾、綏遠、熱河為行省，分設總督、巡撫各員，其張家口並先行自開商埠[6]:86。
- 9月12日——王和順率起義軍進攻靈山，遭清軍截擊，9月14日王率20餘人入安南，殘部退向三那；中英代表在印度西姆拉開議藏印通商章程[6]:86。
- 9月13日——孫中山致函宮崎寅藏，告以防城起義，革命軍一舉破城，「現時弟欲急籌妥軍餉、軍械、外交等事，始入內督師」，表示自此不再信任平山周、北一輝、和田等，關於日本之運動，請宮崎一人全權辦理，中國同盟會本部、民報社中人，均不必與之商議，同日孫中山委任宮崎寅藏在日本全權辦理籌資購械，接濟革命軍；留日學生總會電軍機處、外務部，日俄法協約成立，將有瓜分之禍，日本強爭間島（延吉），實其先導，請萬勿讓步[6]:86。
- 9月17日——防城起義軍在三那宣布解散，由梁建葵率數百人退入十萬大山，徐圖再舉[6]:87。
- 9月18日——清廷以防城失守，諭軍機大臣電寄兩廣總督張人駿查明駐防衡軍為革命軍內應事，並仍着督飭各軍分路追剿；署黑龍江巡撫程德全奏請創設國會[6]:87。
- 10月1日——孫中山致函何佩瓊，特派汪精衛、黃龍生、劉岐山三人來西貢、堤岸兩埠，設法速籌巨款，接濟軍需；清廷通諭調和民教，着各省督撫迅將中國與各國所定約章內傳教各條，分發所屬各官，隨時剴切曉諭，使民教各安本身，化除忿嫉[6]:89。
- 10月8日——孫中山致函鄧澤如，告知欽州、防城起義情形，並指示籌款事宜；浙江提學使支恆榮為大通學堂秋瑾密謀起事案，札飭各府縣偵拿革命黨人；美國陸軍部長塔虎脫抵達上海，在上海紳商歡迎大會上重申美國對華門戶開放政策[6]:90。
- 10月12日——孫中山自日本秘密購械運粵，謀作起義之用，由日輪「幸運丸」運抵廣東汕尾（海豐縣屬），因被清軍巡邏艇偵知，未克起卸，「幸運丸」乃駛香港[6]:90-91。
- 10月13日——日輪「幸運丸」抵香港，馮自由急邀胡漢民及日人萱野長知等人開會，決定擇定惠州平海卸械，與岸上黨人聯絡圖大舉，旋因日駐港代理領事知悉「幸運丸」運械事，乃飭該船速離港，計劃又告失敗；清政府議准東三省總督徐世昌先借外債千萬，辦理東三省新政[6]:91。
- 10月17日——政聞社在東京開成立大會，該社發起人梁啟超登台演說，鼓吹君主立憲，遭中國同盟會會員張繼等人毆打，會場亦遭破壞[6]:91。
- 10月19日——孫中山為防城起義事，致函日人宮崎寅藏，請接濟革命軍餉械[6]:92。
- 10月22日——清廷以革命黨人於防城起義，命署廣東提督秦炳直馳往欽、廉辦理清剿事宜[6]:92。
- 10月26日——《政治官報》在北京創刊，此係清廷為預備立憲而刊行，由憲政編查館開辦；湖北按察使梁鼎芬奏劾奕劻、袁世凱貪私誤國，徐世昌、楊士驤、陳夔龍等夤緣比附，清廷詔以其摭拾空言，有意沽名，傳旨申斥[6]:92。
- 11月1日——清廷命處分防城失事之官吏，仍着張人駿會商秦炳直妥籌剿撫欽廉革命黨人，務期盡絕根株[6]:93。
- 11月12日——孫中山在河內接「日本來函必欲派一人回東，以維報局，而固人心」，乃與黃興、胡漢民詳議，決定派汪精衛赴東京處理《民報》事，是日孫致汪電，告此意圖，望其於年底回東京籌款[6]:94。
- 11月18日——中國同盟會防城之役領導人王和順自河內赴廣西那模同憑祥土司李佑卿聯繫，訂於是日率游勇奪取鎮南關炮台，旋因李與王意見分歧，不聽調遣，王折返河內；盛宣懷奏請將漢陽鐵廠、大冶鐵礦、萍鄉煤礦歸併為一大公司，名為漢冶萍煤鐵有限公司，定招股2,000萬元[6]:95。
- 11月20日——《新民叢報》與《民報》論戰失敗，是日停刊，該刊於1902年2月8日在日本橫濱創刊，共出96號，創辦人梁啟超[6]:95。
- 12月1日——中國同盟會鎮南關之役，是夜革命黨人黃明堂奉孫中山命，率游勇80餘人攻關，清守兵百餘人略抗即降，次晨占領鎮南關炮台三座，附近游勇聞風響應[6]:97。
- 12月3日——孫中山偕黃興、胡漢民等自河內抵鎮南關指揮革命軍，全軍鼓舞，黃明堂奏樂歡迎；美國總統羅斯福於國會咨文中要求國會授權退還庚款，作為中國發展教育之用[6]:97。
- 12月4日——清援兵開到鎮南關，發起攻擊，革命軍反攻，孫中山、黃興親臨陣地參戰，日人池亨吉（孫中山英文秘書）同行[6]:97。
- 12月5日——清軍參將陸榮廷派人持函登鎮南關炮台，稱願率600人投效革命軍，孫中山讀函後和黃明堂等商議，決定覆函陸榮廷，使為內應，當晚孫中山、黃興等下山回安南河內籌款購械[6]:97。
- 12月7日——清廷以廣西鎮南關右輔山炮台失守，命廣西巡撫張鳴岐交部議處，着即督飭各路統將協力進攻，即日克復，並責成龍濟光統率前敵各營奮力圖功[6]:97。
- 12月8日——鎮南關起義失敗，革命軍與清兵相持七畫夜，傷亡敵兵數百名，終以軍火不繼，寡不敵眾，於是夜棄台，退入安南；郵傳部奏請設立交通銀行，官商合辦，股本銀500萬兩，並派李經楚、周克昌分充銀行總、協理[6]:98。
- 12月9日——孫中山在安南與一法國銀行家洽談，由該行在法代募軍債2,000萬元，於占領龍州之日交付第一批款項，是晚獲悉炮台失守，談判遂即中止[6]:98。
- 12月10日——清廷命廣西巡撫張鳴岐仍督飭龍濟光等擇道分兵，相機合攻鎮南關革命軍，如邊事逾緊，應責成廣西巡撫親赴前敵，督率防剿[6]:98。
- 12月11日——清廷以鎮南關右軍山炮台業經克復，傳諭嘉尚張鳴岐，賞給陸榮廷「捷勇巴圖魯」名號，在事兵弁由廣西藩庫撥賞銀2萬兩，以資鼓勵[6]:98。
- 12月12日——孫中山發給日本友人池亨吉證明信，授予其全權執行為中國革命事業籌款事宜，並為同一目的募集糧秣和軍需品[6]:98。
- 12月13日——張人駿電奏廣東欽廉起義革命黨人劉淵明已被拿獲，黨人黃世欽被擊斃，餘黨已散[6]:98。
- 12月15日——「政聞社」在東京開會歡迎該社總務員馬良（相伯），並決定將本部遷設上海[6]:98。
- 12月16日——孫中山致函鄧澤如，告以派汪精衛赴河內、海防、西貢、新加坡、暹羅各埠會見同志，報告軍事，勸募軍需，今汪精衛與鄧子瑜同赴庇能、吉隆坡及各州府，與諸同志面商，設法速籌巨款，接濟軍需[6]:99。
- 12月26日——孫中山自河內為汕尾運械事件致萱野長知書慰勞，並囑「幸運丸」軍械再度運來澳門附近海面，以商議再求他舉之計劃[6]:99。

### 1908年
- 2月2日——清廷授醇親王載灃為軍機大臣[6]:104。
- 3月1日——四川中國同盟會會員謀舉義於廣安，由熊克武組織中國同盟會會員為突擊隊進攻廣安州署，佘英率會黨攻巡防營，秦炳集合會黨、學生增援，當夜熊克武率隊入城，突進州署，因佘英所部受阻，熊克武孤軍作戰，寡不敵眾，脫險出城，起義失敗[6]:106。
- 7月2日——政聞社致憲政編查館電，請宣布於三年內召集國會[6]:120。
- 12月2日——清帝溥儀即位，以明年為宣統元年，行大赦[6]:132。

### 引用
1. 1 2 3 4 5 6 7 8 9 10 11 12 13 14  （香港大學歷史系名譽副教授）連浩鋈博士（Dr. Alfred HY Lin）. . 香港教育局個人、社會及人文教育組. 2009. ISBN 978-988-80069-4-6.
2. 1 2 3 4 5 6 7 8  《中國近代史》編寫小組. . 中華書局. 1977.
3. 1 2 3 4 5 6 7 8 9 10 11 12 13 14 15 16 17 18 19 20 21 22 23 24 25 26 27 28 29 30 31 32 33 34 35 36 37 38 39 40 41 42 43 44  段昌國. 傅樂成主編 , 编. . 眾文圖書. 1990. ISBN 957-532-037-9.
4. ↑  馮自由. . .
5. ↑  宮脇淳子. . 新北市: 八旗文化. 2015 [2011]. ISBN 978-986-5842-66-6.
6. 1 2 3 4 5 6 7 8 9 10 11 12 13 14 15 16 17 18 19 20 21 22 23 24 25 26 27 28 29 30 31 32 33 34 35 36 37 38 39 40 41 42 43 44 45 46 47 48 49 50 51 52 53 54 55 56 57 58 59 60 61 62 63 64 65 66 67 68 69 70 71 72 73 74 75 76 77 78 79 80 81 82 83 84 85 86 87 88 89 90 91 92 93 94 95 96 97 98 99 100 101 102 103 104 105 106 107 108 109 110 111 112 113 114 115 116 117 118 119 120 121 122 123 124 125 126 127 128 129 130 131 132 133 134 135 136 137 138 139 140 141  韓信夫、劉明逵、郭永才、王明湘、齊福霖、范明禮、張允侯、張友坤、章伯鋒、胡柏立、耿來金、劉壽林、鍾碧容、鍾卓安、陳崧、王好立、朱信泉、任澤全、蔡靜儀、丁啟予、陳永福、嚴如平、柏宏文、吳以群、羅文起、查建瑜、婁獻閣、白吉庵、李靜之、張小曼、石芳勤、徐玉珍、江紹貞、熊尚厚、劉一凡、郭光、郭大鈞、王文端、李起民、李隆基、常丕軍、劉敬坤、陳道真、李振民、張振德、梁星亮、董國芳、張守憲、王榮斌、陳敏、章笑明、汪朝光、卞修躍、賈維、陳民、江紹貞、朱宗震編著. 李新總主編，中國社會科學院近代史研究所中華民國史研究室，韓信夫、姜克夫主編 , 编. . 北京: 中華書局. 2011. ISBN 9787101079982.